# Ophthalmolampis colibri
Ophthalmolampis colibri är en insektsart som först beskrevs av Henri Saussure 1859.  Ophthalmolampis colibri ingår i släktet Ophthalmolampis och familjen Romaleidae. Inga underarter finns listade i Catalogue of Life.